# 灵川镇 (灵川县)
灵川镇，是中华人民共和国广西壮族自治区桂林市灵川县下辖的一个乡镇级行政单位。

## 行政区划
灵川镇下辖以下地区：
城北社区、城中社区、城南社区、五厂社区、新桂社区、叁零壹社区、九龙社区、七彩社区、八荣社区、城西社区、同化村、禾家村、粑粑厂村、莫家村、大面村、双洲村、木马村、民治村、灵宝村、双潭村、王家村和甘棠村。